# Rel (HTML)
Rel es un atributo del lenguaje de marcado HTML que, en un enlace entre dos documentos, describe la relación que mantiene el documento de destino con el documento presente (el que enlaza).
El atributo rel es también usado en algunos microformatos y en XHTML Friends Network.

## Ejemplos
- rel="inicio": el documento de destino es la página de inicio del sitio web al que pertenece el documento actual
- rel="ayuda": el documento de destino contiene información de ayuda sobre el contenido del documento presente

## Rev
En HTML 4, el atributo rev de un enlace cumple la función inversa: describe la relación que mantiene el documento presente con el documento de destino. Este atributo fue eliminado en HTML5.